# Supercoupe de Russie féminine de football
La Supercoupe de Russie féminine de football (en russe : Суперкубок России по футболу среди женщин) est une compétition de football féminin annuelle opposant sur un match le champion de Russie et le vainqueur de la coupe de Russie, ou le deuxième du championnat russe si le champion a également remporté la coupe. Elle marque traditionnellement le lancement de la nouvelle saison.
Le tenant du titre est le  CSKA Moscou. Le Lokomotiv Moscou, vainqueur des deux premières éditions en 2021 et 2022, est le club le plus titré. 

## Histoire
La première édition a lieu en 2021. Elle voit s'opposer le Lokomotiv Moscou, vainqueur de la coupe de Russie en 2020, et le CSKA Moscou, champion de Russie 2020. Le Lokomotiv s'y impose sur le score de 1-0. Ces deux mêmes équipes s'affrontent une nouvelle fois l'année suivante, avec le Lokomotiv en position de tenant des deux compétitions et le CSKA comme vice-champion national en titre. La victoire revient une nouvelle fois aux Cheminots qui l'emportent par 2 buts à 1.

## Palmarès
| Année | Vainqueur                                                                     | Score | Finaliste                                        | Stade                   |
| ----- | ----------------------------------------------------------------------------- | ----- | ------------------------------------------------ | ----------------------- |
| 2021  | Lokomotiv Moscou Vainqueur de la Coupe de Russie 2020                         | 1 - 0 | CSKA Moscou Champion de Russie 2020              | Stade de Nijni Novgorod |
| 2022  | Lokomotiv Moscou Champion de Russie 2021 Vainqueur de la Coupe de Russie 2021 | 2 - 1 | CSKA Moscou Vice-champion de Russie 2021         | Stade Loujniki          |
| 2023  | Zénith Saint-Pétersbourg Champion de Russie 2022                              | 2 - 1 | CSKA Moscou Vainqueur de la Coupe de Russie 2022 | VEB Arena               |
| 2024  | CSKA Moscou Vainqueur de la Coupe de Russie 2023                              | 1 - 0 | Zénith Saint-Pétersbourg Champion de Russie 2023 | Gazprom Arena           |

### Bilan par club
| Club                     | Victoire(s) | Défaite(s) | Édition(s) remportée(s) |
| ------------------------ | ----------- | ---------- | ----------------------- |
| Lokomotiv Moscou         | 2           | -          | 2021, 2022              |
| CSKA Moscou              | 1           | 3          | 2024                    |
| Zénith Saint-Pétersbourg | 1           | 1          | 2023                    |